# 대한민국 제6대 국회의원 선거
대한민국 제6대 국회의원 선거는 4년 임기의 제6대 국회의원을 뽑는 선거로 1963년 11월 26일에 치러졌다. 제6대 국회는 1963년 12월 17일 개원했으므로 4년 뒤인 1967년 12월 16일 임기가 만료돼야 했으나, 제3공화국 헌법 부칙 제2조 "이 헌법에 의한 최초의 대통령과 국회의원의 선거 및 최초의 국회의 집회는 이 헌법의 공포일로부터 1년이내에 한다. 이에 의하여 선거된 대통령과 국회의원의 임기는 최초의 국회의 집회일로부터 개시되고 1967년 6월 30일에 종료된다"는 조항에 따라 그보다 6개월 앞서 만료됐다. 대한민국 의정 사상 최초로 전국구 비례대표제를 채택하였다.

## 경과

### 배경
5·16 군사 정변에 의한 군부의 정치 개입으로 민주당 정권이 붕괴된 뒤 정변 주도 세력에 의해 만들어진 정치일정과 제도에 의해 치러진 선거였다. 군부세력에 의하여 새롭게 개정된 헌법에서는 권력 구조 형태를 내각 책임제에서 대통령 중심제로, 국회도 양원제에서 단원제로, 그리고 국회의원은 지역구와 전국구제도를 도입하였다.
전국구 의석은 지역구 선거에서 3석 이상의 의석을 차지하지 못하였거나 그 유효표총수의 5/100 이상을 얻지 못한 정당을 제외한 정당에 대하여 배분하도록 하였다. 그 배분방식은 최다수득표당인 제1당의 득표비율이 50/100 이상일 때는 각 정당의 득표비율에 따르지만, 제1당의 의석수는 전국구 의원정수는 2/3를 초과하지 못하며, 제1당이 50/100 미만일 때는 제1당에 전국구의석의 1/2을, 제2당 이하의 잔여의석을 득표비율로 배분하였다.

### 입후보
군부정권은 정당 정치를 표방하면서 총선 후보 자격을 정당 소속으로 한정하였다. 이로 인해 선거에 참여하려는 정객들은 각기 정당 창당에 돌입하였다. 이에 따라 이 2개의 정당 외에도 제6대 선거에는 모두 12개의 정당이 참여하여 많은 정당이 난립되는 현상 속에 12개 정당에서 847명이 입후보하여 평균 5.7 대 1의 경쟁률을 보였다.
입후보상황은 지역구 131명과 전국구 44명 총 175명의 의원정수에 대하여 지역구 847명, 전국구 154명으로 모두 1,001명이 각각 입후보하여 지역구에 평균 6.5 대 1의 경쟁률을 보였다.

### 선거
투표율은 72.1%로 제14대 총선의 71.9%를 제외하고는 가장 낮았으며, 5대보다는 무려 12.2%나 낮았다.

### 선거 결과
선거결과 정당별 당선자는 민주공화당이 의원정수 175명의 62.8%에 해당하는 110명(지역구 88명, 전국구 22명)으로 절대다수의석을 차지하게 되었다. 민주공화당은 과반수를 훨씬 넘는 의석을 확보하여 정국주도권을 잡는 데 성공하였다. 민정당은 41명(지역구 27명, 전국구 14명)을 당선시켜 제1야당으로 부상하였지만, 민주당이나 자유민주당은 군소 정당으로 전락하고 말았다.

## 선거 정보
- 총유권자수 : 13,344,149명[1]
- 대통령 : 박정희 (민주공화당)
- 의석정수 : 175석 (지역구 131석 ＋ 전국구 44석)
- 선거제도 : 소선거구제 ＋ 비례대표제
- 투표일 : 1963년 11월 26일

## 투표율
- 전국 선거인수 13,344,149명 중 9,622,183명이 투표하여, 투표율은 72.1%를 기록하였다

|        | 서울   | 부산   | 경기   | 강원   | 충북   | 충남   | 전북   | 전남   | 경북   | 경남   | 제주   |
| ------ | ------ | ------ | ------ | ------ | ------ | ------ | ------ | ------ | ------ | ------ | ------ |
| 투표율 | 57.6 % | 68.1 % | 68.9 % | 75.3 % | 78.1 % | 74.9 % | 73.0 % | 73.6 % | 75.3 % | 79.5 % | 81.5 % |

## 선거 결과

### 정당별 당선자 수
| 정당       | 지역구 | 전국구 | 합계 |
| ---------- | ------ | ------ | ---- |
| 민주공화당 | 88     | 22     | 110  |
| 민정당     | 26     | 14     | 40   |
| 민주당     | 9      | 5      | 14   |
| 자유민주당 | 6      | 3      | 9    |
| 국민의당   | 2      |        | 2    |
| 합계       | 131    | 44     | 175  |

### 지역별 지역구 의원 수
| 지역       | 민주공화당 | 민정당 | 민주당 | 자유민주당 | 국민의당 | 합계 |
| ---------- | ---------- | ------ | ------ | ---------- | -------- | ---- |
| 서울특별시 | 2          | 7      | 4      | 1          | -        | 14   |
| 경기도     | 7          | 5      | 1      | -          | -        | 13   |
| 강원도     | 7          | -      | 1      | 1          | -        | 9    |
| 충청남도   | 8          | 3      | -      | -          | 2        | 13   |
| 충청북도   | 6          | 1      | -      | 1          | -        | 8    |
| 전라남도   | 12         | 3      | 1      | 3          | -        | 19   |
| 전라북도   | 7          | 3      | 1      | -          | -        | 11   |
| 부산시     | 6          | 1      | -      | -          | -        | 7    |
| 경상남도   | 12         | 2      | 1      | -          | -        | 15   |
| 경상북도   | 19         | 1      | -      | -          | -        | 20   |
| 제주도     | 2          |        |        | -          | -        | 2    |
| 합계       | 88         | 26     | 9      | 6          | 2        | 131  |

### 정당 득표율
| 정당       | 득표수    | 득표율 | 당선인 |
| ---------- | --------- | ------ | ------ |
| 자유당     | 271,820   | 2.9%   |        |
| 신민회     | 165,124   | 1.7%   |        |
| 자유민주당 | 752,026   | 8.1%   | 3      |
| 신흥당     | 189,077   | 2.0%   |        |
| 한국독립당 | 128,162   | 1.4%   |        |
| 국민의당   | 822,000   | 8.8%   |        |
| 보수당     | 278,477   | 3.0%   |        |
| 민주당     | 1,252,827 | 13.5%  | 5      |
| 민정당     | 1,870,976 | 20.1%  | 14     |
| 정민회     | 259,960   | 2.8%   |        |
| 추풍회     | 183,938   | 2.0%   |        |
| 민주공화당 | 3,112,985 | 33.5%  | 22     |
| 총합       | 9,298,830 |        | 44     |

### 전국구 배분
국회의원 선거법에 따르면, 1당은 50퍼센트 이상 득표시 득표비례만큼 의석을 획득하고, 50퍼센트 미만일시 전국구 의석의 1/2을 차지하게 되어있었다. 따라서 득표율 1위인 민주공화당에 전국구의석의 1/2인 22석이 배분되었고. 2위인 민정당은 3위 이하의 정당의 득표수의 2배를 초과하지 못하였기 때문에 잔여의석의 2/3인 14석이 배분, 그외 지역구 3석 이상을 획득하고 5% 이상을 득표한 민주당과 자유민주당이 득표율에 따라 각각 5석과 3석을 배분받았다.

## 당선자

### 지역구
민주공화당 
 민정당 
 민주당 
 자유민주당 
 국민의당 

| 시·도      | 선거구 / 당선자      | 선거구 / 당선자        | 선거구 / 당선자      | 선거구 / 당선자  |
| 서울특별시 | 종로구               | 중구                   | 동대문구 갑          | 동대문구 을      |
| ---------- | -------------------- | ---------------------- | -------------------- | ---------------- |
| 서울특별시 | 전진한               | 정일형                 | 민관식               | 이영준           |
| 서울특별시 |                      |                        |                      |                  |
| 서울특별시 | 성동구 갑            | 성동구 을              | 성북구 갑            | 성북구 을        |
| 서울특별시 | 유성권               | 박준규                 | 조윤형               | 서범석           |
| 서울특별시 |                      |                        |                      |                  |
| 서울특별시 | 서대문구 갑          | 서대문구 을            | 마포구               | 용산구           |
| 서울특별시 | 김재광               | 윤제술                 | 박순천               | 서민호           |
| 서울특별시 |                      |                        |                      |                  |
| 서울특별시 | 영등포구 갑          | 영등포구 을            |                      |                  |
| 서울특별시 | 한통숙               | 박한상                 |                      |                  |
| 서울특별시 |                      |                        |                      |                  |
| 부산시     | 중구                 | 영도구                 | 서구                 | 동구             |
| 부산시     | 조시형               | 예춘호                 | 김영삼               | 이종순           |
| 부산시     |                      |                        |                      |                  |
| 부산시     | 부산진구 갑          | 부산진구 을            | 동래구               |                  |
| 부산시     | 김임식               | 최두고                 | 양극필               |                  |
| 부산시     |                      |                        |                      |                  |
| 경기도     | 인천시 갑            | 인천시 을              | 수원시               | 의정부시·양주군  |
| 경기도     | 유승원               | 김은하                 | 이병희               | 강승구           |
| 경기도     |                      |                        |                      |                  |
| 경기도     | 광주군·이천군        | 포천군·가평군·연천군   | 여주군·양평군        | 용인군·안성군    |
| 경기도     | 신하균               | 홍익표                 | 이백일               | 서상린           |
| 경기도     |                      |                        |                      |                  |
| 경기도     | 평택군               | 화성군                 | 고양군·파주군        | 김포군·강화군    |
| 경기도     | 유치송               | 권오석                 | 황인원               | 이돈해           |
| 경기도     |                      |                        |                      |                  |
| 경기도     | 시흥군·부천군·옹진군 |                        |                      |                  |
| 경기도     | 옥조남               |                        |                      |                  |
| 경기도     |                      |                        |                      |                  |
| 강원도     | 춘천시·춘성군        | 원주시·원성군          | 강릉시·명주군        | 홍천군·인제군    |
| 강원도     | 신옥철               | 박영록                 | 김삼                 | 이승춘           |
| 강원도     |                      |                        |                      |                  |
| 강원도     | 영월군·정선군        | 철원군·화천군·양구군   | 속초시·양양군·고성군 | 횡성군·평창군    |
| 강원도     | 엄정주               | 김재순                 | 김종호               | 황호현           |
| 강원도     |                      |                        |                      |                  |
| 강원도     | 삼척군               |                        |                      |                  |
| 강원도     | 김진만               |                        |                      |                  |
| 강원도     |                      |                        |                      |                  |
| 충청북도   | 청주시               | 청원군                 | 충주시·중원군        | 옥천군·보은군    |
| 충청북도   | 정태성               | 신관우                 | 이희승               | 육인수           |
| 충청북도   |                      |                        |                      |                  |
| 충청북도   | 괴산군               | 영동군                 | 진천군·음성군        | 제천군·단양군    |
| 충청북도   | 안동준               | 이동진                 | 이충환               | 김종무           |
| 충청북도   |                      |                        |                      |                  |
| 충청남도   | 대전시               | 대덕군·연기군          | 공주군               | 논산군           |
| 충청남도   | 진형하               | 김용태                 | 박찬                 | 양순직           |
| 충청남도   |                      |                        |                      |                  |
| 충청남도   | 부여군               | 서천군·보령군          | 청양군·홍성군        | 예산군           |
| 충청남도   | 김종필               | 김종갑                 | 이상철               | 한건수           |
| 충청남도   |                      |                        |                      |                  |
| 충청남도   | 서산군               | 당진군                 | 아산군               | 천안시·천원군    |
| 충청남도   | 이상희               | 인태식                 | 이영진               | 이상돈           |
| 충청남도   |                      |                        |                      |                  |
| 충청남도   | 금산군               |                        |                      |                  |
| 충청남도   | 길재호               |                        |                      |                  |
| 충청남도   |                      |                        |                      |                  |
| 전라북도   | 전주시               | 군산시·옥구군          | 이리시·익산군        | 완주군           |
| 전라북도   | 유청                 | 고형곤                 | 김성철               | 최영두           |
| 전라북도   |                      |                        |                      |                  |
| 전라북도   | 진안군·장수군·무주군 | 임실군·순창군          | 남원군               | 정읍군           |
| 전라북도   | 전휴상               | 한상준                 | 유광현               | 나용균           |
| 전라북도   |                      |                        |                      |                  |
| 전라북도   | 고창군               | 부안군                 | 김제군               |                  |
| 전라북도   | 김상흠               | 이병옥                 | 장경순               |                  |
| 전라북도   |                      |                        |                      |                  |
| 전라남도   | 광주시 갑            | 광주시 을              | 목포시               | 여수시·여천군    |
| 전라남도   | 정성태               | 정래정                 | 김대중               | 이우헌           |
| 전라남도   |                      |                        |                      |                  |
| 전라남도   | 순천시·승주군        | 담양군·장성군          | 화순군·곡성군        | 구례군·광양군    |
| 전라남도   | 조경한               | 박승규                 | 양회수               | 김선주           |
| 전라남도   |                      |                        |                      |                  |
| 전라남도   | 고흥군               | 보성군                 | 장흥군               | 영암군·강진군    |
| 전라남도   | 신형식               | 이정래                 | 길전식               | 김준연           |
| 전라남도   |                      |                        |                      |                  |
| 전라남도   | 완도군               | 해남군                 | 무안군               | 나주군           |
| 전라남도   | 최서일               | 민영남                 | 배길도               | 정명섭           |
| 전라남도   |                      |                        |                      |                  |
| 전라남도   | 광산군               | 영광군·함평군          | 진도군               |                  |
| 전라남도   | 박종태               | 정헌조                 | 이남준               |                  |
| 전라남도   |                      |                        |                      |                  |
| 경상북도   | 대구시 중구          | 대구시 동구            | 대구시 남구          | 대구시 북구·서구 |
| 경상북도   | 송관수               | 이원만                 | 이효상               | 김종환           |
| 경상북도   |                      |                        |                      |                  |
| 경상북도   | 포항시·영일군·울릉군 | 김천시·금릉군          | 경주시·월성군        | 달성군·고령군    |
| 경상북도   | 김장섭               | 백남억                 | 이상무               | 김성곤           |
| 경상북도   |                      |                        |                      |                  |
| 경상북도   | 군위군·선산군        | 의성군                 | 안동시·안동군        | 청송군·영덕군    |
| 경상북도   | 김봉환               | 오상식                 | 권오훈               | 김중한           |
| 경상북도   |                      |                        |                      |                  |
| 경상북도   | 영양군·울진군        | 영천군                 | 경산군·청도군        | 성주군·칠곡군    |
| 경상북도   | 진기배               | 이활                   | 김준태               | 송한철           |
| 경상북도   |                      |                        |                      |                  |
| 경상북도   | 상주군               | 문경군                 | 예천군               | 영주군·봉화군    |
| 경상북도   | 김정근               | 이동영                 | 정진동               | 김창근           |
| 경상북도   |                      |                        |                      |                  |
| 경상남도   | 마산시               | 진주시·진양군          | 충무시·통영군·고성군 | 거제군           |
| 경상남도   | 강선규               | 구태회                 | 최석림               | 김주인           |
| 경상남도   |                      |                        |                      |                  |
| 경상남도   | 진해시·창원군        | 삼천포시·사천군·하동군 | 함안군·의령군        | 창녕군           |
| 경상남도   | 최수용               | 김용순                 | 방성출               | 신영주           |
| 경상남도   |                      |                        |                      |                  |
| 경상남도   | 산청군·합천군        | 밀양군                 | 양산군·동래군        | 울산시·울주군    |
| 경상남도   | 변종봉               | 이재만                 | 노재필               | 최영근           |
| 경상남도   |                      |                        |                      |                  |
| 경상남도   | 김해군               | 남해군                 | 함양군·거창군        |                  |
| 경상남도   | 김택수               | 최치환                 | 민병권               |                  |
| 경상남도   |                      |                        |                      |                  |
| 제주도     | 제주시·북제주군      | 남제주군               |                      |                  |
| 제주도     | 임병수               | 현오봉                 |                      |                  |

### 전국구
| #  | 민주공화당 | 민정당 | 민주당 | 자유민주당 |
| 1  | 정구영     | 윤보선 | 조재천 | 김도연     |
| 2  | 윤치영     | 정해영 | 김성용 | 소선규     |
| 3  | 김성진     | 유진산 | 류창열 | 손창규     |
| 4  | 이종극     | 고흥문 | 장치훈 |            |
| 5  | 민병기     | 김익기 | 최희송 |            |
| 6  | 김동환     | 강문봉 |        |            |
| 7  | 신윤창     | 김형일 |        |            |
| 8  | 오치성     | 정운근 |        |            |
| 9  | 박현숙     | 박삼준 |        |            |
| 10 | 강상욱     | 함덕용 |        |            |
| 11 | 조창대     | 방일홍 |        |            |
| 12 | 이종근     | 류홍   |        |            |
| 13 | 오학진     | 류진   |        |            |
| 14 | 김우경     | 이중재 |        |            |
| 15 | 김병순     |        |        |            |
| 16 | 서인석     |        |        |            |
| 17 | 이만섭     |        |        |            |
| 18 | 김유택     |        |        |            |
| 19 | 조남철     |        |        |            |
| 20 | 한태연     |        |        |            |
| 21 | 최정기     |        |        |            |
| 22 | 차지철     |        |        |            |